# Ситар (инструмент)
Ситар или индијска гитара је традиционални музички инструмент из Индије.

## Историјат и облик инструмента
Име инструмента потиче из персијског језика који се говорио на дворовима северне Индије између 13. и 19. века и значи „трожични“ музички инструмент. Неке варијанте ситара данас имају од 18 до 20 жица. Свирају га подједнако и мушкарци и жене.
Ситар се данас сматра једним од најпрепознатљивијих индијских музичких инструмента. У прошлости се најчешће свирао по муслиманским и хинду дворовима, а за његов проналазак сматра се да је заслужан песник Амрир Кхуслав. Данашњи излед ситар добија у 18. веку.
Ситар се може свирати самостално или у склопу осталих традиционалних инструмената. У пратњи, најчешће се користи табла бубњевима. Резонаторска кутија се прави од тикве која даје звуку одјек, а наставља се великим дрвеним вратом (најчешће од тиковина или махагони) који је испресецан праговима који се могу померати тј. подешавати. Подешавањем прагова (којих обично има око 20 и прављени су од месинга) омогућава свирачу да мења висину тона повлачењем жица у страну преко врата, омогућавајући производњу тзв. „клизајућег сливања“, карактеристичног за индијску музику. Прагови, или мостови се налазе изнад жица. 
Свира се у положају турског седа, на поду, где је ситар наслоњен на подигнуту бутину десне ноге, или можда уобичајеније са левом ногом савијеном равно испод десне и кутијом наслоњеном на шупљину десне ноге. Дужина целог инструмента је 122 цм, док само врат има 90 цм. Ширина врата је око 9 цм.

## Верзије и модели ситара
Најуобичајенији ситар јесте такозвани тарафдар ситар, који се још назива и концертна индијска гитара, а може бити направљен у два основна модела: са једном тиквом или две. Постоји и бас верзија ситара, која се назива сурбахар бас ситар. Они производе знатно дубљи тон јер је и врат шири и дужи, а прагови су, за разлику од обичног ситара, фиксирани и не могу се померати. Резонаторска кутија је, такође, већег облика. Сматра се да га је први направио Гунлам Мухамад 1820. године.
Што се тиче дизајна, ситар је често украшен разним минијатурним детаљима и индијским шаблонима из хинду религије и културе. Познати су стилови гајаки са веома мало или нимало декорисаним инструментом, обично лакираним црном или загаситотамном бојом, док је инструментални стил (називан још и Рави Шанкар стил, по творцу тог стила) са пуном декорацијом од врата до резонаторске тикве.
Гајаги ситар свира се уз помоћ 11 жица али постоје верзије које иду до 13. Мостови су исто незнатно другачији и има само једну главну тикву на дну, што се разликује од инструменталне верзије који има додатну тикву – резонатор која се налази на врху врата инструмента, иза прагова.
Осим њих, ситар се као инструмент разликује и по произвођачу који одређују цену на основу квалитета, па су високо котирани инструменти произвођача Рикхи Рам из Делхија и Хирен Рој из Калкуте. Што је познатији мајстор израђивач, то је и инструмент скупљи и цењенији.
Кад се говори о ситару често се наилази и на назив „вина“. Вина је општи назив за све жичане инструменте у Индији, и у такве спада и ситар. Првобитно вина је била инструмент, који подсећа на ситар, али се знатно разликује јер је вина штаполики тип цитре са вратом развученим између две тикве. Претрпевши структурне промене у 16. веку, вина постаје тип инструмента попут лауте са великим вратом и дрвеним резонатором са седам жица од којих су три биле монотоне и 24 подешавајућа прага. У поређењу са данашњом ситаром, имала је мекши звук и била је основни инструмент индијске традиционалне музике.
Мада се не сматра правим ситаром, постоје и неке верзије електричне индијске гитаре са специјалним мостом називан „buzz bridge“. Има шест жица и, за разлику од класичног инструмента, његови прагови се не могу померати.

## Свирање
Инструмент се свира у седећем положају постављен да балансира између свирачевог између левог стопала и десног колена. У том положају руке су као потпора слободне за свирање јер је цела тежина инструмента на поду. Музичар може у свирању користити трзалицу најчешће направљену од метала. За трзање се користи кажипрст и средњи прст руке, али неки музичари користе и домали. Палац је поставља преко врата и не користи се за свирање. 
Постоји и техника „meend“ која се састоји од извлачења главне мелодијске жице на начин који производи полутонове или тонове ниже од тога (тзв. микротонове нетипичне у западној музици). Међутим, будући да ситар свакако има померајуће прагове, самим штимовањем могуће је доћи до производње микротонова. Неки музичари користе разне технике свирања са називима попут Кан, Кринтам, Мурки, Замзама итд.
Генерално, учење свирања ситара дугачак је процес и до правог мајсторства потребно је више година учења и вежбања.

## Рави Шанкар и утицај на западну музику
Један од најистакнутијих мајстора свирања ситара јесте Рави Шанкар, творац посебног стила свирања и стваралац посебног типа ситара, композитор и плесач. Захваљујући Џорџу Харисону, гитаристи бенда Битлс који му постаје ученик након његове посете Индији, Шанкар бива примећен и у свету. Звук ситара буће укључен у песме попун „Norwegian Wood“, „Love You To“ и „Within You Without You“. У истом период и бенд Ролингстонси користи звук ситара за песму „Paint It Black“, док га још један енглески гитариста, Дејв Масон, користи у песмама „Paper Sun“ и „Hole in My Shoe“.
Ситар су у својим песмама користили и бендови попут The Byrds, Led Zeppelin, The Doors, Fleetwood Mac, Progressive Metal и др.
Шездесетих и седамдесетих година настала је права експанзија индијског звука у поп песмама, па тај период Рави Шанкар назива „великом ситар експлозијом“. У јулу 1967, рекао је: Пуно људи, нарочито младих, почело је да слуша ситар, након што је Џорџ Харисон, један од Битлса, постао мој ученик. То је сад у моди.
Захваљујући Равију Шанкару у то време, индијска музика улази на велика врата на Запад а њен хипнотишући звук постаће годинама касније основа за разну филмску музику, амбијентално уживање и пратњу при вежбама јоге у здравственим, спа и спортским центрима.